# روي كاسترو
روي كاسترو (بالإنجليزية: Ruy Castro)‏ (26 فبراير 1948 في البرازيل)؛ صحفي، مترجم، كاتب وروائي برازيلي.

## روابط خارجية
- روي كاسترو على موقع IMDb (الإنجليزية)
- روي كاسترو على موقع قاعدة بيانات الفيلم (الإنجليزية)
- روي كاسترو على موقع ليتربوكسد (الإنجليزية)